# دره‌کوی، قسطمونی
دره‌کوی (به ترکی استانبولی: Dereköy) یک منطقهٔ مسکونی در ترکیه است که در Ağlı واقع شده‌است.